# 아시안 하이웨이 8호선
아시안 하이웨이 8호선(Asian Highway 8,)은 러시아의 레닌그라드주 비보륵스키 군을 기점으로 하여 아제르바이잔을 거쳐 이란의 반다르에에맘호메이니를 종점으로 하는 총 연장  4,907 km의 아시안 하이웨이 중 하나이다. 기점에서는 러시아의 국경을 건널 경우 핀란드 7번 국도와 직접 만나기 때문에 핀란드 7번 국도와는 간접적으로 접근 가능한 도로망이기도 하다.